# Diego de Souza Gama Silva
Diego de Souza Gama Silva (São Paulo, 22 maart 1984) is een Braziliaans voetballer.